# Vruće cinčanje
Vruće cinčanje je postupak cinčanja kod kojeg se izratci nakon odgovarajuće kemijske pripreme potapaju ili uranjaju u talinu cinka na oko 450 °C (talište cinka je 420 °C), a time se provodi antikorozivna zaštita uglavnom čeličnih dijelova i sklopova. Primjenjuje se već preko 150 godina i jedan je od najviše primjenjivanih oblika zaštite od korozije danas. Razlog je tako raširenoj primjeni u jednostavnosti i isplativosti samog postupka, te dobrim antikorozivnim svojstvima, bez troškova održavanja, tijekom gotovo cijelog životnog vijeka proizvoda. 
Kemijska predobrada sastoji se od nekoliko koraka:
- odmašćivanjem se uklanjaju ostaci ulja i masnoća;
- nagrizanjem ili dekapiranjem se uklanjaju razni oksidi s površine;
- ispiranje;
- fluksiranjem se sprječava korodiranje površine izratka do potapanja u talinu cinka i omogućava kemijsku reakciju čelika i cinka.

### Cinkova prevlaka
Kada čelik dođe u dodir s rastaljenim cinkom, dolazi do kemijske reakcije i stvara se legura željeza i cinka na površini čelika. Prevlaka se sastoji od više slojeva u kojima se udjel željeza u pojedinom sloju smanjuje prema vanjskoj površini:
- na osnovni materijal čelika prvo se stvara legura željeza i cinka s otprilike 10% željeza;
- drugi sloj je legura željeza i cinka s otprilike 6% željeza;
- na vanjskoj površini je završno sloj čistog cinka. Završni sloj može ponekad izostati, te se cijela prevlaka sastoji od legura željeza i cinka. Ovakva prevlaka ima jednaka antikorozivna svojstva poput uobičajene prevlake.

Dođu li dva metala ili legure okružene elektrolitom u dodir, tvore galvanski spoj. Elektrolit može biti voda od kondenzacije ili kiše. Koji će metal u spoju biti anoda, a koji katoda, ovisi o njegovom elektrokemijskom potencijalu. U slučaju cinkove prevlake, na mjestu oštećenja, nastaje korozijska tvorba koja štiti osnovni materijal od daljnjeg napredovanja korozije. Ako se te cinkove soli isperu, materijal i dalje ostaje galvanski zaštićen, jer prevlaka korodira prije osnovnog materijala (galvanska zaštita). To se događa samo kad oštećenje nije preveliko. 
Ako se za zaštitu od korozije koriste naliči ili premazi, osnovni materijal korodira ako nastanu oštećenja. Obujam ili volumen korozijskog spoja je veći od obujma osnovnog materijala što stvara bubrenje, te se nalič odiže od površine osnovnog materijala. Korozija napreduje sve dok se oštećenje ne ukloni. Prevlake od nikla, kroma ili bakra uzrokuju snažnu koroziju na mjestu oštećenja, u usporedbi s korozijom kakvu bi čelik imao da nije u galvanskom dodiru s prevlakom. Ovakva korozija može napredovati kroz cijeli presjek materijala.

## Kakvoća vrućeg cinčanja
Kemijski sastav čelika od presudne je važnosti za kakvoću (kvalitetu) vrućeg cinčanja. Legirni kemijski element koji ima najizraženiji utjecaj je silicij. Ovaj utjecaj izražen je u rasponu od 0,03% do 0,13% silicija (Sandelin područje) i pri udjelu silicija većem od 0,2% silicija. Ovakav sastav može prouzročiti:
- prošaran ili ujednačen zagasito (mat) sivi, umjesto uobičajenog sjajnog izgleda posljedica je stvaranja legure željeza i cinka sve do vanjske površine prevlake. Tada izostaje sloj čistog cinka u prevlaci. Antikorozivna svojstva legure željeza i cinka slična su svojstvu čistog cinka, uz povećanu otpornost na koroziju.
- izraženu hrapavost,
- pojavu grudičavosti,
- smanjenu prionjivost prevlake, sve do pojave ljuštenja.

Preporučeni udjel silicija je iznad Sandelin područja:
0,13% < Si < 0,20%
Ako je postotak udjela silicija ispod Sandelin područja (< 0,03%  Si), važno je uzeti u obzir i udjel fosfora prema izrazu:
Si% + 2,5 P% ≤ 0,09%
Ostali legirni elementi imaju malen utjecaj ili se pojavljuju u malim udjelima u čeliku. Preporučeni udjeli trebali bi se kretati u sljedećim granicama:
- ugljik C ≤ 0,25%
- fosfor P ≤ 0,05%
- sumpor S ≤ 0,05%
- bakar Cu ≤ 0,5%
- mangan Mn ≤ 0,5%.

Lijevano željezo na površini ima zaostali ljevački pijesak, grafit i razne nečistoće, te je prije pocinčavanja nužno provesti pjeskarenje. 
Sivi lijev se teško pocinčava zbog visokog udjela ugljika. Pri kemijskoj predobradbi ugljik difudira na površinu i sprječava prianjanje cinka. 
Obojene metala se u pravilu ne pocinčava.

### Kombinacija materijala različitih debljina stijenki i površina
Kombinacija materijala različitih debljina stijenki i površina može otežati, a ponekad i onemogućiti dobivanje ujednačene i standardom propisane prevlake. Katkada dijelovi sklopa mogu imati debljinu stijenka manju od standardom minimalno propisane, dok se na ostalim ljušti zbog prevelike debljine. Gotovo uvijek nastaje vizualna neujednačenost površine prevlake. Mijenjanjem čimbenika postupka (vrijeme nagrizanja ili dekapiranja, temperatura i vrijeme potapanja) ne može se utjecati na dobiveni rezultat.  

### Izbor materijala i konstrukcije
Pri izboru materijala i konstruiranju sklopova treba izbjegavati:
- ugradnju materijala različitog kemijskog sastava u jedinstveni sklop;
- materijale različitog stupnja korodiranosti; veći stupanj korozije zahtijeva dulje vrijeme nagrizanja (dekapiranja);
- kombinaciju vučenoga, kovanog i lijevanog materijala;
- materijale različite površinske hrapavosti - veća hrapavost stvara veću debljinu prevlake.

Kad je nemoguće izbjeći opisane primjere, površine treba pjeskariti prije cinčanja. Abrazivna priprema povećava dodirnu površinu osnovnog materijala i prevlake, te ujednačuje debljinu i povećava prionjivost prevlake. 

### Korozija cinkove prevlake

#### Mat sivi izgled
Nakon izvlačenja pocinčanih dijelova iz taline cinka, površina cinkove prevlake reagira s kisikom iz zraka i tvori oksidni sloj vrlo lošeg antikorozivnog svojstva. Vlaga i ugljikov dioksid nadalje, brzo mijenjaju oksid u sloj bazičnog cinkovog karbonata. Ovaj sloj, uz dobru prionjivost, ima i vrlo nisku topivost u vodi, te stvara izvrsnu zaštitu cinkove prevlake. Vremenom, sjajna površina prevlake poprima zagasito (mat) sivi izgled.

#### Bijela hrđa
Ponekad se na površini cinkove prevlake stvara bijela praškasta tvorevina, bijela hrđa. U uvjetima velike vlage i smanjene mogućnosti ventilacije, nedostatna količina ugljikovog dioksida dolazi u dodir s površinom, što onemogućuje stvaranje potrebnog sloja bazičnog zinkovog karbonata. Nakon sušenja površine, ova pojava nestaje, a praškasti sloj koji ima lošu prionjivost lako se ispire. Ovu pojavu moguće je izbjeći tako da pocinčana površina ne bude dugo u dodiru s vlagom, odnosno da se osigura pravilna ventilacija i sušenje svih površina na izratku. 

#### Crvenosmeđi izgled
Prevlaka s vremenom može poprimiti crvenosmeđi izgled. Razlog promjene je korozija legure željeza i cinka kada je završna prevlaka u prisutnosti vlage. Razmjerno malena količina oksida može prouzročiti znatnu promjenu izgleda površine. Pogrešan je zaključak da je prevlaka uništena ili da su njena antikoroziona svojstva umanjena. 

## Vruće cinčanje sustavom centrifuge
Vruće cinčanje sustavom centrifuge sadrži sve korake kao normalno vruće cinčanje, uz dodatno centrifugiranje kojim se uklanja višak cinka s površine materijala. Tako se dobiva prevlaka manje debljine, bez nakupina cinka i prilično ujednačena. Ovom tehnologijom cinčaju se dijelovi manjih veličina. Svojstveno je cinčanje vijaka, jer bi se u slučaju klasičnog cinčanja u području navoja zaostajale velike nakupine cinka i navoj bi time izgubio svrhu. 